# Obcy musi fruwać
Obcy musi fruwać (niem. Berlin Breslauer Platz) – polsko-niemiecki film komediowy z 1993 roku w reżyserii Wiesława Saniewskiego.

## Fabuła
Akcja filmu toczy się w roku 1990, po zburzeniu Muru Berlińskiego.

## Obsada
- Piotr Fronczewski − Max
- Ewa Błaszczyk − Regina
- Krzysztof Bauman − Władek
- Henryk Niebudek − Henio
- Miłogost Reczek − Jasio
- Frank Ciazynski − Manfred
- Karin Duwel − Gerda
- Ewa Ziętek − Mańka
- Bogusław Linda − Kamil Budziński
- Ewa Wencel − Sylwia
- Zbigniew Zapasiewicz − Przywilej
- Aleksander Bardini − widz
- Katarzyna Żak − Jolka
- Kazimierz Krzaczkowski − celnik
- Kazimierz Ostrowicz − mężczyzna w pociągu
- Edwin Petrykat − reżyser niemiecki
- Janusz Chabior − skin
- Renata Pałys − kobieta w pociągu
- Robert Gonera − skin
- Cezary Żak − skin
- Juliusz Rodziewicz − kierowca
- Bożena Baranowska
- Cezary Kussyk